# Endeligt
Endeligt (in italiano "infine") è il quarto full-length album della one man band danese Nortt, pubblicato nel 2017 dall'etichetta discografica italiana Avantgarde Music.

## Tracce
1. Andægtigt Dødsfald – 4:01
2. Lovsang Til Mørket – 4:25
3. Kisteglad – 2:04
4. Fra Hæld Til Intet – 4:52
5. Eftermæle – 3:49
6. Afdø – 5:06
7. Gravrøst – 3:24
8. Støv for vinden – 6:04
9. Endeligt – 5:27

## Formazione
- Nortt - Tutti gli strumenti